# Alcyonidioides mytili
Alcyonidioides mytili är en mossdjursart som först beskrevs av Dalyell 1848.  Alcyonidioides mytili ingår i släktet Alcyonidioides och familjen Alcyonidiidae. Inga underarter finns listade i Catalogue of Life.